# Сюмен, Мерич
Мерич Сюмен (тур. Meriç Sümen, род. 25 мая 1943) — турецкая артистка балета и хореограф. Единственная балерина, получившая звание «Государственный артист Турции» (1981).

## Биография
Родилась 25 мая 1943 года в Силиври. В 1961 году окончила Анкарскую консерваторию. После этого начала выступать в Анкарском театре оперы и балета. Помимо танцев, Сюмен занималась также и административной работой. Занимала должность арт-директора в 1979-86 годах в Анкарском театре оперы и балета, в 1986—1989 и 2000—2002 — в Стамбульском. 5 июля 2005 года была назначена генеральным директором турецкого государственного управления оперы и балета. 15 октября 2007 года вышла на пенсию.
Замужем, есть сын Тунджа. Он также стал артистом балета.

### Карьера балерины
В начале карьеры получила известность благодаря «Жизель». Гастроли «Жизель» с её участием проходили в том числе и в Болгарии, а также СССР. Она стала первой прима-балериной Большого театра. Также она танцевала в театрах Ленинграда, Киева, Москвы, Рига и Одессы. Помимо этого, она также выступала в США, Великобритании, Японии, Италии, Нидерландах, Польше, Югославии, Германии, Болгарии, Алжире, Египте, Тунисе, Пакистане и Дании. Также Мерич Сюмен была членом жюри многих международных балетных конкурсов.

## Награды и премии
В 1981 году Мерич Сюмен стала первой и единственной на данный момент балериной, получившей звание «Государственный артист Турции». В 2010 году Невсал Байлас написал о Сюмен книгу «Лебедь, влюблённый в театр» (тур. Dansa Aşık Bir Kuğu).